# Real Sitio de San Ildefonso
Real Sitio de San Ildefonso (tot 2011: San Ildefonso) is een gemeente in de Spaanse provincie Segovia in de regio Castilië en León met een oppervlakte van 144,81 km². Real Sitio de San Ildefonso telt 5.352 inwoners (1 januari 2016).
De plaats werd aangelegd rond het 18e-eeuwse Spaanse koninklijke paleis La Granje de San Ildefonso.

## Demografische ontwikkeling
Bron: INE, 1857-2011: volkstellingen